# Nagaibaken

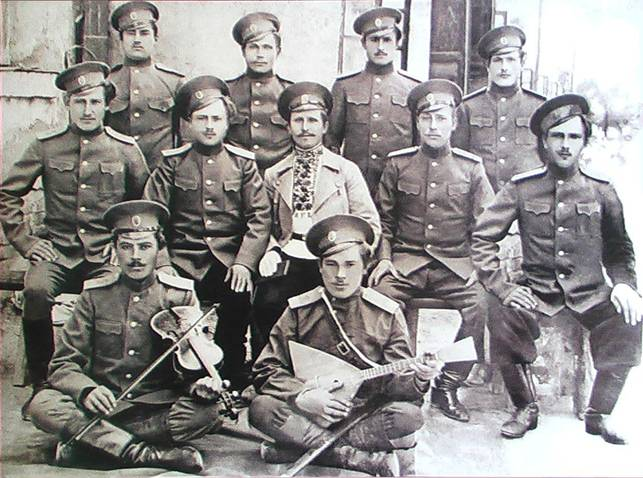
Nagaibakische Kosaken im Dorf Parisch, etwa 1900

Die Nagaibaken (tatarisch нагайбәкләр /nagaybäklär/) sind eine größtenteils in der Oblast Tscheljabinsk ansässige Gruppe von Tataren, genauer der Untergruppe der Wolga-Ural-Tataren. In der älteren Literatur ist auch die Bezeichnung Nogaibaken gebräuchlich, da man diese Volksgruppe ursprünglich mit den Nogaiern in Verbindung brachte.
Im Gegensatz zu den übrigen Tataren sind die Nagaibaken Anhänger der Orthodoxie. In der russischen Gesetzgebung werden sie offiziell als kleines Volk (малый народ) geführt. Laut Volkszählung gab es im Jahre 2002 rund 9600 Nagaibaken in Russland, rund 9100 davon im Tscheljabinsker Oblast.
Im russischen Zarenreich wurden die Nagaibaken als Christen den Russen zugerechnet und zu den Orenburger Kosaken gezählt. In der Zeit zwischen 1917 und 1920 unterstützten Nagaibaken zusammen mit den Orenburger Kosaken die Aufrechterhaltung des kurzlebigen Alasch-Orda-Staates.
Regionales Zentrum der Nagaibaken ist der Ort Ferschampenuas. Unter der Bezeichnung „Ufaer Neugetaufte“ sind die Nagaibaken seit Anfang des 18. Jahrhunderts bekannt. Ihre Herkunft liegt nach Ansicht unterschiedlicher Forscher entweder im Nogai-Kiptschakischen oder Kasan-Tatarischen.